# 佐田之海鴻嗣
佐田之海鴻嗣（1956年7月19日—），原名松村宏司，日本大阪府堺市中區出身的前大相撲力士。身高182cm、體重132kg。所屬的相撲部屋是出羽海部屋。最高位置是東小結（1982年1月場所、1982年3月場所、1983年11月場所）。
他以快速攻擊為特點，也是現役力士佐田之海貴士的父親。

## 來歷
松村宏司中學罼業後進入出羽海部屋，1972年3月場所初次比賽。在1980年11月到達幕內級別。
他最高位置是小結，生涯後期因肘部傷患成績低迷不振，在1988年3月場所完敗，在同年7月場所宣佈引退，引退後襲名田子之浦作為日本相撲協會年寄。
在1999年8月退出相撲界改為經營相撲火鍋店。